# مالین آرروش
 مالین آرروش (انگلیسی: Mailen Auroux؛ زادهٔ ۲۵ ژوئیهٔ ۱۹۸۸) یک تنیس‌باز اهل آرژانتین است.